# Зайвий Петро Якович
Петро Якович Зайвий (нар. 23 грудня 1937, село Куцеволівка, тепер Онуфріївського району Кіровоградської області) — український радянський діяч, голова колгоспу імені XXV з'їзду КПРС Онуфріївського району Кіровоградської області. Член Ревізійної Комісії КПУ в 1981—1991 р.

## Біографія
У 1953 році закінчив середню школу і почав працювати колгоспником колгоспу «Комунар» Онуфріївського району Кіровоградської області. Потім працював обліковцем, бригадиром комплексної бригади колгоспу «Дніпро» села Куцеволівки Онуфріївського району Кіровоградської області.
Член КПРС з 1960 року.
У 1964 році закінчив Кіровоградську радянсько-партійну школу.
У 1964—1973 роках — заступник голови, голова колгоспу «Дніпро» села Куцеволівки. У 1973—1976 роках — голова спеціалізованого із виробництва яєць колгоспу «Дніпро» села Куцеволівки Онуфріївського району Кіровоградської області.
У 1976—1990-х роках — голова спеціалізованого із виробництва яєць колгоспу імені XXV з'їзду КПРС села Куцеволівки Онуфріївського району Кіровоградської області.
Потім — на пенсії у селі Куцеволівці Онуфріївського району Кіровоградської області.

## Нагороди
- орден Трудового Червоного Прапора
- орден «Знак Пошани»
- медалі